# Coppa Caivano
A Coppa Caivano é uma competição ciclista de um dia que se disputa nos arredores de Caivano (na Cidade metropolitana de Nápoles).
A primeira edição data de 1910 e era reservada a ciclistas independentes. Para os anos vinte a corrida ganhou em importância e incluiu-se entre as provas do campeonato italiano.
Depois, gradualmente perdeu importância e foi reservado para os aficionados da primeira e segunda categoria. Em 2015 disputou-se a 80.ª edição.

## Palmarés
| - 1910: G. Gargiulo - 1911: G. Panebianco - 1912: E. Ascione - 1913: E. Ciacco - 1914: Giacchino Tatta - 1915: A. Tipaldi - 1920: Ferdinando Di Gennaro - 1921: Angiolo Marchi - 1922: Ugo Ruggeri - 1923: Nello Ciaccheri - 1924: Guido Messeri - 1925: Ezio Cortesia - 1926: Alberto Temponi - 1927: Mario Lusiani - 1928: Lorenzo Leoni - 1929: Giovanni Averardi - 1930: Learco Guerra - 1931: Attilio Morbiato - 1932: Alessandro Luchetti - 1933: Pasquale Carbone - 1934: Glauco Servadei - 1935: Pietro Chiappini - 1936: Alessandro Luchetti - 1939: Antonio Buriani - 1946: Antonio D'Amore - 1947: Carmine Montuori - 1948: Danilo Barozzi - 1949: Adolfo Grosso | - 1950: Arrigo Padovan - 1951: Attilio Borrello - 1952: Luciano Ciancola - 1953: Salvatore Tarantino - 1954: Tito Bianchi - 1955: Ercole Boccalero - 1956: Michele Tufano - 1957: Nedo Fagni - 1958: Remo Tamagni - 1959: R. Susta - 1960: T. Carbella - 1961: A. Loffredo - 1962: V. Caccato - 1977: Maurizio Rossi - 1978: Renato Pastore - 1979: Antonio Ciarrocca - 1980: Mauro Longo - 1981: C. Pandilla - 1982: Luigi Ferrari - 1983: Marco Do Pup - 1984: Francesco Pica - 1985: Eros Poli - 1986: Enrico Pezzetti - 1987: Antonio Mazzon - 1988: Tonino Vittigli - 1989: Tonino Vittigli - 1990: Maurizio Molinari - 1991: Alberto Destro | - 1992: Alexandre Gontchenkov - 1993: Michele Bedin - 1994: Ermanno Tonoli - 1995: Biagio Conte - 1996: Giuliano Figueras - 1997: Flavio Farneti - 1998: Fabio Trinci - 1999: Simone Cadamuro - 2000: Cessar Di Cintio - 2001: Armands Baranovskis - 2002: Pasquale Muto - 2003: Mariusz Wiesiak - 2004: Lorenzo Sarnataro - 2005: Luca Fioretti - 2006: Bernardo Riccio - 2007: Bernardo Riccio - 2008: Samuele Marzoli - 2009: Filippo Baggio - 2010: Gianpolo Biolo - 2011: Nicholas Francesconi - 2012: Domenico Saldamarco - 2013: Giuseppe Sannino - 2014: Giovanni Iannelli - 2015: Alessandro Susco |